# Senantes (Oise)
Senantes – miejscowość i gmina we Francji, w regionie Hauts-de-France, w departamencie Oise.
Według danych na rok 1990 gminę zamieszkiwało 508 osób, a gęstość zaludnienia wynosiła 25 osób/km² (wśród 2293 gmin Pikardii Senantes plasuje się na 530. miejscu pod względem liczby ludności, natomiast pod względem powierzchni na miejscu 85.).